# Sofía Acevedo
Sofía Acevedo (Marcos Paz, 30 de abril de 2001) es una jugadora de baloncesto argentina. Se desempeña en la posición de escolta, habiendo fichado en la temporada 2024/25 para el Club Deportivo Berazategui.

## Biografía
En 2017 obtuvo la medalla de oro junto al seleccionado argentino en el campeonato de baloncesto 3x3 femenino de los Juegos Suramericanos de la Juventud de 2017, celebrados en Santiago de Chile, tras vencer a Brasil en la final.
Ese mismo año fue campeona del torneo argentino de Clubes U17 femenino junto al Club Lanús.
Junto al equipo argentino quedó en tercer lugar en el Campeonato FIBA Américas Femenino Sub-18 de 2018 celebrado en la Ciudad de México, tras perder contra Canadá en la semifinal y ganarle a Colombia en el partido por el tercer puesto. Ese mismo año, quedó en cuarto lugar en baloncesto, y segundo en baloncesto 3x3, en los Juegos Suramericanos de 2018 celebrados en Cochabamba (Bolivia).
En marzo de 2018 participó del NBA Academy Latin America Women´s Program Training Camp en México, donde ganó el trofeo de MVP, al ser destacada como la mejor jugadora.
Tras un paso por la liga uruguaya, primero por el club Defensor Sporting y luego con el Aguada, con el que llegó a las semifinales del torneo, además de una temporada en el Valtarese Basket de la Serie B de Italia, en octubre de 2024 anunció su fichaje por el Club Deportivo Berazategui para disputar la Liga Femenina de Básquetbol 2024-25.

### Buenos Aires 2018
En los Juegos Olímpicos de la Juventud Buenos Aires 2018, obtuvo la medalla de bronce en el concurso de lanzamientos, uno de los cuatro eventos del baloncesto. El concurso reunió 37 competidoras, que realizaron una ronda clasificatoria de la cual pasarían a la final solamente las primeras cuatro. Cada baloncestista debía realizar diez lanzamiento en ángulo de 45°, cinco desde la derecha y cinco desde la izquierda, en un lapso máximo de 30 segundos. Acevedo sorprendió embocando nueve de los diez lanzamientos (90 % de efectividad) en 25.2 segundos, clasificando primera, con dos o más puntos de diferencia sobre todas las demás, en lo que a la que a la postre sería la marca más alta de la competencia.
En la final Acevedo enfrentó a la francesa Mathilde Peyregne, la checa Katerina Galickova y la estadounidense Paige Bueckers. El formato era más complejo y exigía que cada competidora lanzara 18 pelotas desde cuatro posiciones distintas: cinco desde la derecha en ángulo de 45°, cinco desde la izquierda en ángulo de 45°, cinco desde el centro en ángulo de 45° y tres, también desde el centro pero a mayor distancia. Las quince primeras con un valor de un punto y las tres últimas con un valor de dos puntos cada pelota embocada. Las finalistas no tenían límite de tiempo, pero en caso de empate en puntos, ganaba la que lo había hecho en el menor tiempo.
Acevedo no logró en la final alcanzar la misma efectividad que había tenido en la serie clasificatoria, embocando ocho de los quince lanzamientos de un punto (53% de efectividad) y ninguno de los tres de dos puntos. Finalmente la medalla de oro la ganó la francesa Peyregne, con solo siete embocadas, pero dos de ellas de dos puntos. La medalla de plata le correspondió a la checa Galickova, quien logró la misma cantidad de puntos y lanzamientos embocados que Acevedo, pero en un tiempo menor.
También integró el equipo argentino de baloncesto 3x3 femenino, junto a Sol Victoria Castro, Florencia Natalia Chagas y Victoria Abril Gauna. El equipo perdió en cuartos de final contra China (17:19), quedando en el sexto lugar en la tabla de posiciones general.

## Clubes
| Club  | País      | Año          |
| ----- | --------- | ------------ |
| Lanús | Argentina | ? - Presente |